# Lysimachia breviflora
Lysimachia breviflora là một loài thực vật có hoa trong họ Anh thảo. Loài này được C.M. Hu mô tả khoa học đầu tiên năm 1986.